# Audi R18 TDI
La Audi R18 TDI è un'automobile da competizione di tipo Sport Prototipo, concepita secondo la normativa ACO categoria LMP1 2011. Presentata alla stampa il 10 dicembre 2010, il debutto agonistico della vettura è avvenuto in occasione della 6 Ore di Spa-Francorchamps, disputatasi l'8 maggio 2011 ed inserita nel calendario dell'Intercontinental Le Mans Cup. Ha vinto la 24 Ore di Le Mans 2011 nella versione originale e si è riconfermata nei due anni seguenti con la versione ibrida diesel-elettrica. Sempre nel 2012 la R18 e-tron quattro si è inoltre aggiudicata entrambi i titoli assoluti del campionato del mondo endurance.

## Tecnica
In seguito al cambio regolamentare imposto dall'Automobile Club de l'Ouest a partire dal 2011, che ha fortemente ridotto la cilindrata massima ammessa per le vetture della categoria LMP1, l'Audi si è resa conto che una semplice evoluzione della sua R15 TDI Plus non le avrebbe dato la competitività nei confronti della concorrenza e ha deciso di progettare una vettura completamente nuova.

### Motore
L'Audi ha concepito questo prototipo attorno ad un nuovo propulsore, sempre a ciclo Diesel (come sulle precedenti Audi R10 TDI e R15 TDI) che, a detta dei tecnici della casa, in virtù dei regolamenti attuali resta la tecnologia più efficiente, ma con cilindrata e frazionamento diversi imposti dalla nuova normativa tecnica. In particolare per i Motore Diesel, la cilindrata massima ammessa è passata da 5,5 litri ad una più contenuta di 3,7 litri. Ciò ha imposto la progettazione di un motore completamente diverso e l'abbandono dell'architettura V10; l'Audi ha optato per un frazionamento V6,  con sovralimentazione mediante un singolo turbocompressore. La scelta di progettare un 6 cilindri è dovuta al fatto che un V6 è molto più compatto rispetto a un V8; infatti Audi con questa scelta ha voluto lasciare lo spazio per un eventuale sistema ibrido, anche se al momento della presentazione non era stato dichiarato quale sarebbe stato scelto fra tutti quelli presenti sul mercato. Il nuovo propulsore Audi ha un angolo tra le bancate di 120° per ottenere un baricentro più basso e dispone di una distribuzione a 4 valvole per cilindro, azionate da 2 alberi a camme per bancata; il suo sistema di iniezione diretta del gasolio, denominato TDI, è di tipo common rail e la potenza erogata è di circa 550 CV.
Ulteriore particolarità è l'inversione del lato di aspirazione e scarico delle testate. I precedenti V12 e V10 biturbo avevano infatti i turbocompressori e gli scarichi esterni al motore, mentre l'aspirazione era interna alla V formata dai cilindri. Su questo nuovo V6 a "cuore caldo" il turbocompressore è montato centralmente e gli scarichi sono tra la V dei cilindri, mentre l'aspirazione è esterna. Il turbocompressore è a geometria variabile.

### Telaio
Studi effettuati al computer e validati da prove in galleria del vento e in pista hanno convinto la Casa tedesca a rinunciare alla carrozzeria barchetta in favore di quella coupé, che permette una maggiore efficienza aerodinamica (ancora più importante con i nuovi regolamenti) e l'assenza di fruscii aerodinamici sul capo dei piloti; tale scelta è stata fatta nonostante controindicazioni in tema di surriscaldamento dell'abitacolo e visibilità in caso di cattive condizioni meteorologiche, problemi sostanzialmente risolti grazie all'esperienze acquisita nel campo delle vetture con carrozzeria chiusa, come quelle recenti maturate con l'A4 nel DTM e quelle precedenti coi prototipi R8C del 1999 e Bentley EXP Speed 8 del 2003, quest'ultima facente parte del gruppo Volkswagen e portata in pista grazie al supporto della Casa dei quattro anelli. C'è da aggiungere, poi, che il cambio del regolamento sportivo che aveva di recente rallentato la procedura dei pit stop aveva già fortemente ridotto il vantaggio di avere una vettura aperta che permette ai piloti di scambiarsi il posto al volante molto rapidamente. La novità principale rispetto alle precedenti vetture consiste in un nuovo telaio monoscocca in fibra di carbonio realizzato in un unico pezzo che rispetto ai vecchi telai è più rigido e più resistente.

## Sviluppo

### Audi R18 e-tron quattro e Audi R18 ultra

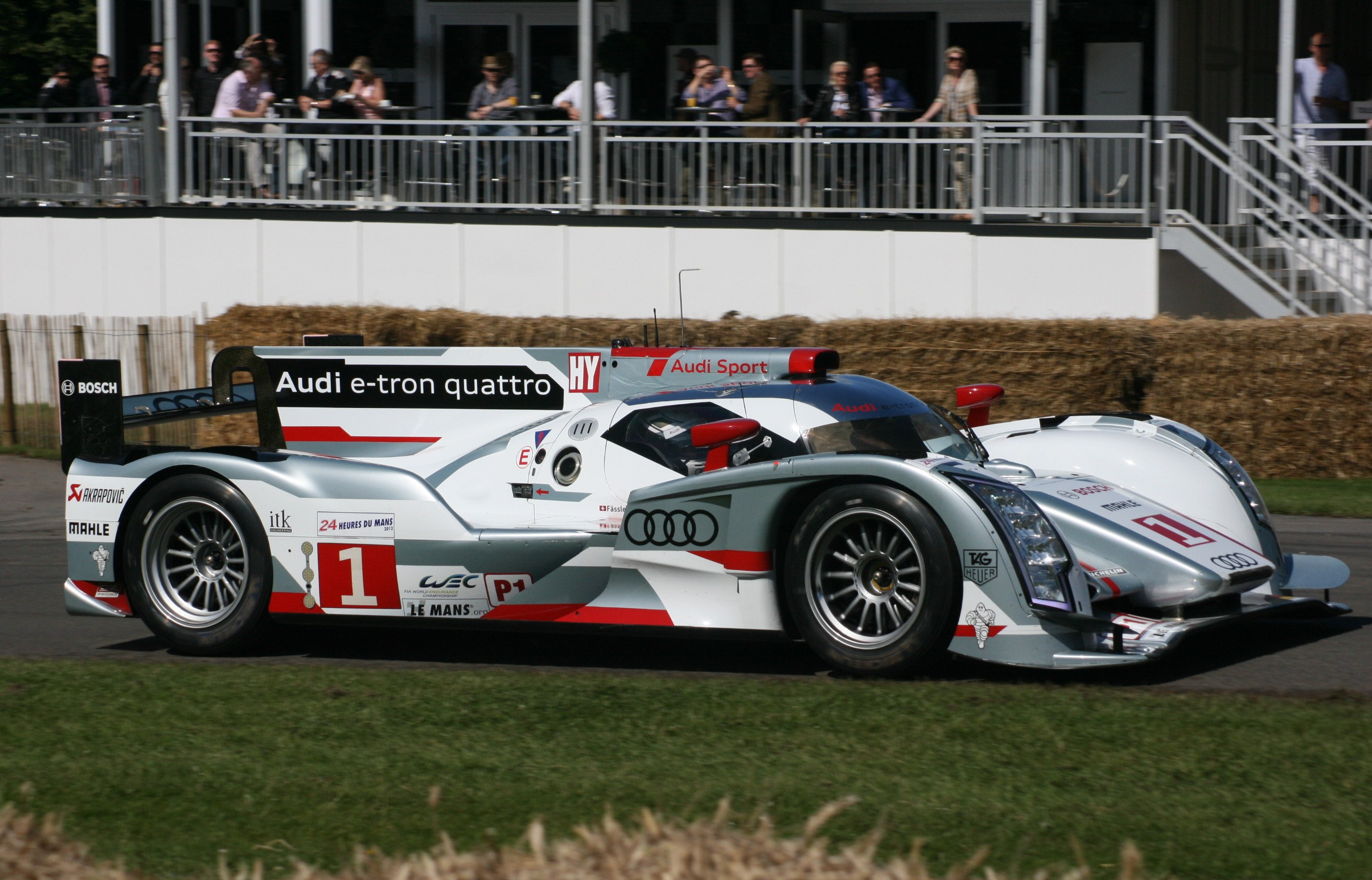
L'Audi R18 e-tron quattro

Nel 2012 L'Audi ha introdotto 2 modelli nel Campionato del Mondo Endurance FIA basati sull'audi R18 del 2011.
L'Audi R18 e-tron quattro è una versione ibrida dell'R18 TDI. È chiamata "e-tron quattro" perché utilizza il sistema Audi "e-tron hybrid technology" insieme alla tecnologia di trazione integrale targata Audi (si tratta di un nuovo sistema quattro che non collega gli assi tra loro meccanicamente, ma utilizza il V6 TDI da 510 CV e il motore elettrico per fornire coppia a ogni asse, regolandole il bilanciamento grazie all'elettronica di bordo): il motore elettrico è posizionato sull'asse frontale. Sia sull'Audi R18 e-tron quattro che sulla R18 ultra il motore TDI trasmette potenza all'asse posteriore; Il regolamento ACO prevede l'utilizzo delle quattro ruote motrici solo su auto con propulsione ibrida, solo se il motore elettrico è situato sull'asse opposto a quello del motore convenzionale. Inoltre l'intervento del motore elettrico è permesso unicamente a partire dalla velocità minima di 120 km/h, in modo da annullare il vantaggio di trazione in uscita dalle curve lente rispetto alle vetture non ibride.
L'R18 e-tron quattro ha avuto nella stagione 2012 la Toyota TS030 Hybrid come concorrente diretta (il regolamento ACO prevede che le auto ibride abbiano un serbatoio di dimensioni inferiori rispetto alle altre).
L'Audi R18 ultra è praticamente uguale alla R18 e-tron quattro, senza però il motore elettrico. Audi ha dichiarato che l'R18 ultra è la vettura LMP più leggera che abbia mai costruito.

### I nuovi regolamenti del 2014
Nel 2014 l'ACO introduce dei nuovi regolamenti, dove non ci sono più limiti di cilindrata ma di consumi, in modo da incentivare l'utilizzo e il perfezionamento di propulsioni ibride. Inoltre ci sono alcune piccole modifiche su telai e aerodinamica (nonché una minore larghezza degli pneumatici). La casa di Ingolstadt adatta così la R18 ai nuovi regolamenti, migliorando il suo motore elettrico e portando la cilindrata del suo V6 turbodiesel da 3,7 a 4 litri. Rispetto alle sue rivali, cioè Porsche e Toyota, l'Audi sceglie di utilizzare solo un motore elettrico anziché due.

## Carriera agonistica
I due esemplari di R18 TDI affidati al Joest Racing sono stati impegnati in tutta la stagione 2011 della ILMC, ad esclusione della gara di debutto del campionato, la celeberrima 12 Ore di Sebring, dove invece era stata schierata un'ulteriore evoluzione della R15 TDI Plus. Hanno partecipato alla 24 Ore di Le Mans 2011, gara per cui la vettura è stata progettata, affiancate da un terzo esemplare; la vettura numero 2, guidata da Lotterer, Fassler e Treluyer, ha vinto, portando a 10 il numero di successi della Casa dei quattro anelli nella endurance francese. Alla fine della stagione, però, il titolo ILMC va ai concorrenti della Peugeot Sport, che avevano schierato la loro vettura diesel Peugeot 908.
Nel 2012, l'Audi R18 e-tron quattro del francese Benoît Tréluyer, dello svizzero Marcel Fässler e del tedesco André Lotterer ha vinto poi la 80/a edizione della 24 Ore di Le Mans segnando il doppio primato della prima vittoria di un'auto ibrida (a doppia alimentazione) e della prima vittoria di una vettura a trazione integrale nella celebre gara automobilistica nata nel 1923. La R18 e-tron quattro vince il titolo 2012 nel Campionato del Mondo Endurance FIA.
Nel 2013, viene schierata esclusivamente la versione ibrida denominata e-tron quattro, i piloti Tom Kristensen, Allan McNish e Loïc Duval vincono la 81ª edizione della 24 Ore di Le Mans. A fine anno l'Audi si riconferma campione del nuovo Mondiale Endurance, sia tra i costruttori che tra i piloti, con Kristensen, McNish e Duval.
La versione 2014 della R18 debutta alla 6 Ore di Silverstone, ma senza successo. Alla successiva 6 ore di Spa la R18 numero 1 arriva seconda, ma non può nulla contro la Toyota numero 8. Alla 24 ore di Le Mans invece l'Audi fa doppietta, grazie a una migliore gestione della gara e ad una maggiore affidabilità delle sue R18 rispetto alle concorrenti. L'equipaggio vincitore è il numero 2 di Tréluyer, Fassler e Lotterer, al loro terzo successo.